# Motherless Brooklyn - I segreti di una città
Motherless Brooklyn - I segreti di una città (Motherless Brooklyn) è un film del 2019 scritto, diretto e interpretato da Edward Norton. Il film segna il ritorno alla regia di Norton a 19 anni di distanza dal suo primo film Tentazioni d'amore.

## Trama
Nella New York degli anni cinquanta, Lionel Essrog lavora in un'agenzia investigativa insieme a Gilbert Coney, Danny Fantl e Tony Vermonte. Il loro capo, Frank Minna, li ha salvati da bambini da un orfanotrofio violento da lui stesso soprannominato "Motherless Brooklyn"; Lionel ha la sindrome di Tourette, disturbo neurologico che gli rende molto difficili le relazioni sociali, ma la sua memoria fotografica lo aiuta a essere un buon investigatore.
Lavorando su un caso segreto, Frank chiede a Lionel e Gilbert di coprirgli le spalle durante una riunione, così Lionel ascolta da un telefono pubblico Frank che parla di documenti scottanti a William Lieberman, Lou e il loro enorme scagnozzo. Quando Frank cerca di negoziare un prezzo elevato per vendergli i documenti, gli uomini lo costringono a condurli nel luogo in cui si trovano gli originali. Lionel e Gilbert li seguono nella loro macchina, ma vengono seminati e arrivano proprio mentre Frank viene colpito. I due lo soccorrono e lo portano in ospedale, ma nonostante le cure Frank muore.
La vedova di Frank, Julia, mette Tony a capo dell'ufficio. Lionel inizia a indossare il cappello e il cappotto di Frank e una scatola di fiammiferi trovata in una delle tasche lo porta in un bar afroamericano. Si rende conto che le scoperte di Frank hanno a che fare con Laura Rose, che lavora per Gabby Horowitz contro la gentrificazione: i quartieri poveri e delle minoranze vengono acquistati e demoliti, costringendo i residenti ad abbandonare le loro abitazioni. Lionel partecipa a una riunione del consiglio comunale in cui Moses Randolph, arrogante responsabile dello sviluppo della città, è accusato dalla Horowitz di lasciare in mezzo alla strada la povera gente. Rubando le credenziali di un giornalista, Lionel parla con Paul, un misterioso individuo che ha contestato Moses durante la riunione.
Con il pretesto di scrivere un articolo giornalistico sulla storia della gentrificazione, Lionel conosce Laura che lo porta in un club su cui Frank stava indagando, dove Billy, il padre di Laura, supponendo che Lionel sia uno degli uomini di Moses, lo aggredisce. Lionel, dopo essere stato aiutato dal trombettista del club, scopre che Paul è un architetto, nonché fratello di Moses. Si rende conto che Lieberman sta ricevendo tangenti su molte delle offerte immobiliari e che i programmi di trasferimento delle abitazioni sono delle truffe. Pochi giorni dopo assiste all'incontro di Moses con il fratello, nel corso del quale Paul gli presenta un piano di rinnovamento per migliorare la città.
Billy chiama Lionel scusandosi per l'aggressione e chiedendogli un incontro per rivelargli alcune informazioni, ma quando Lionel arriva nel luogo stabilito, trova l'uomo assassinato, la cui morte viene fatta passare per un suicidio. Dopo avere trascorso la notte con Laura, ancora sconvolta per la morte del padre, Lionel confessa la sua vera identità. Trovando le foto di Paul che incontra Billy, Lionel chiede spiegazioni a Laura; lei ammette che suo "zio" Paul è in effetti il suo vero padre. Paul nega a Lionel di essere il vero padre di Laura e spiega che Frank e Billy hanno utilizzato questa storia per ottenere più soldi dagli scagnozzi di Randolph, nonostante la contrarietà di Paul, che alla fine chiede a Lionel di trovare le prove che chiariscano una volta per tutte la faccenda.
Lionel viene condotto da alcuni loschi individui da Moses, che lo invita a unirsi alla sua squadra e a smettere di indagare, lasciandogli 24 ore per decidere. All'interno del cappello di Frank, Lionel trova la chiave di un armadietto della Pennsylvania Station contenente un atto di proprietà a suo nome e il certificato di nascita di Laura, in cui si rivela che in effetti Moses è suo padre. Lionel racconta tutto a Paul e si imbatte in Tony, che ammette di essere stato l'amante di Julia, la moglie di Frank, e gli dice di accettare la proposta di Moses in quanto Laura verrà presto uccisa. Lionel corre a salvare Laura, fermandola prima che entri nel suo appartamento, ma si trovano davanti l'enorme scagnozzo di Lieberman. Nella colluttazione che segue, Laura lo fa cadere dalla scala antincendio; mentre Lou sta per sparare alla coppia, viene colpito alla testa dal trombettista che accetta di accompagnare Laura fuori città fino a quando le acque non si saranno calmate.
Lionel incontra Moses, che gli rivela di aver violentato la madre di Laura, una delle sue dipendenti; Paul aveva firmato il certificato di nascita, ma questo segreto costituiva una minaccia per Moses. Lionel avverte Moses di lasciare in pace Laura o divulgherà le informazioni. Moses dice a Lionel di assicurare Paul che i suoi piani per la città proseguiranno. Il giorno successivo, invece, Moses respinge i piani di Paul per ripicca, mentre Lionel invia le informazioni al giornalista di cui ha rubato le credenziali. Quindi si dirige verso la proprietà che Frank gli ha lasciato nell'atto, dove Laura lo sta aspettando.

## Produzione
Tratto dal romanzo Brooklyn senza madre (Motherless Brooklyn) di Jonathan Lethem, il film ha come attori principali, oltre che allo stesso Norton, anche Willem Dafoe, Bruce Willis, Alec Baldwin, Gugu Mbatha-Raw, Leslie Mann, Bobby Cannavale, Fisher Stevens e Cherry Jones.
Lo sviluppo di un film tratto dal romanzo di Jonathan Lethem era iniziato nei primi anni 2000, con Norton incerto se dirigere o no la pellicola. Il progetto è stato però avviato nel febbraio 2014. Le riprese sono iniziate ufficialmente nel febbraio 2018 a New York e sono terminate a dicembre con delle riprese aggiuntive.
La produzione ha avuto un arresto nel marzo 2018 a causa di un incendio scoppiato nella cantina dell'edificio dove si stavano svolgendo le riprese. Nell'incendio il pompiere del New York City Fire Department Michael R. Davidson, promosso postumo al grado di tenente, perse la vita.

## Colonna sonora
Daniel Pemberton ha composto la colonna sonora del film. Thom Yorke ha scritto una canzone per il film, Daily Battles, con la collaborazione di Flea. Norton ha arruolato il musicista jazz Wynton Marsalis per rivisitare la canzone come una ballata che ricorda lo stile di Miles Davis. Entrambe le versioni sono state rilasciate sui servizi di streaming il 21 agosto e saranno pubblicate come singoli in vinile il 4 ottobre.

## Distribuzione
Il film è stato presentato in anteprima al Telluride Film Festival il 30 agosto 2019 e successivamente il 10 settembre 2019 al Toronto International Film Festival, mentre a ottobre è stato il film di chiusura del New York Film Festival. È stato inoltre scelto come film di apertura della Festa del Cinema di Roma 2019.
È stato distribuito nelle sale cinematografiche statunitensi il 1º novembre 2019, mentre in quelle italiane il 7 novembre dello stesso anno.
Il film è stato trasmesso in prima tv in Italia su Premium Cinema 1 il 1º gennaio 2021 in prima serata.

## Riconoscimenti
- 2020 - Golden Globe[10]
  - Candidatura per la miglior colonna sonora originale in un film a Daniel Pemberton
- 2019 - Satellite Award[11][12]
  - Miglior scenografia a Beth Mickle e Michael Ahern
  - Auteur Award a Edward Norton
  - Candidatura per la miglior sceneggiatura non originale a Edward Norton
  - Candidatura per la miglior fotografia a Dick Pope